# Аргынбекова, Айнур Серикпаевна
Айнур Серикпаевна Аргынбекова (каз. Айнұр Серікпайқызы Арғынбекова; 22 декабря 1970, Семипалатинск, Казахская ССР, СССР) — казахстанский работник образования и общественный деятель. Депутат Сената Парламента Казахстана VII созыва от Абайской области (с 2022 года).

## Биография
Окончила в 1994 году Семипалатинский государственный медицинский институт по специальности «Лечебное дело», в 2003 году — Университет «Кайнар» по специальности «Юриспруденция». Доктор медицинских наук, профессор, почётный работник образования Республики Казахстан.
В 1994—2013 годах работала в Государственном медицинском университете города Семей, трудовую деятельность начала аспирантом и проработала до профессора кафедры фармакологии.
В 1999—2022 годах — директор Высшего колледжа «Кайнар» (город Семей).
В 2011—2020 годах — председатель филиала ОО «Ассоциация деловых женщин по городу Семей», в 2020—2022 годах — председатель филиала ОЮЛ «Альянс женских сил Казахстана в городе Семей».
В 2012—2022 годах — депутат маслихата города Семей V, VI, VII созывов.
С марта 2019 года по октябрь 2020 года — первый заместитель председателя Семейского городского филиала партии «Нур Отан».
С августа 2022 года — депутат Сената Парламента Казахстана VII созыва от Абайской области.